# Monika Breustedt
Monika Breustedt (* 21. Mai 1945 in Bad Harzburg) ist eine deutsche Malerin, Zeichnerin, Fotografin und Objektkünstlerin.

## Biografie
Breustedt wurde in Bad Harzburg als Tochter von Edith und Hilmar Breustedt geboren. Ihr Großvater mütterlicherseits war der Bundestagsabgeordnete der SPD Hermann Stopperich.
Nach Ateliers in Borsfleth, Worpswede, Montegrazie/Ligurien, in Pollença auf Mallorca, in Eckernförde lebt und arbeitet sie seit 2016 wieder in Worpswede.

## Werk
Sie studierte in den Jahren zwischen 1962 und 1977 Bildhauerei, Grafik und Malerei an der Kunstakademie in Bielefeld und der HdK in Berlin (Diplom bei Hans Förtsch) sowie Kunsterziehung und Text. Gestalten an der PH in Kiel (Examen).
Seit 1977 ist Breustedt Mitglied im Bundesverband Bildender Künstlerinnen und Künstler (BBK). Sie unternahm zahlreiche Reisen und Arbeitsaufenthalte nach Sri Lanka, China, Russland, USA, Spanien, Italien, Frankreich, Griechenland und England.
Sie beschreibt ihr Werk wie folgt:
„Meine Themen sind: Stillleben, Landschaft, Interieur. Ich bediene mich der Zeichnung, des Aquarells, des Pastells, der Ölmalerei und der Kalligrafie zum Beispiel mit eigenen Tagebuchnotizen oder Texten unter anderem von H. Heine, R.M. Rilke, M. Ondaatje, A. Cunqueiro. Ausgehend von der so genannten Wirklichkeit, interessieren mich besonders das Wechselspiel zwischen Figur und Grund, das Erscheinen der Gegenstände aus den Schatten und ihr Sich-Auflösen im Licht, die Modulation Cézannes und die meditativen Arbeiten Morandis, ihre Magie. Es entstehen Bilder, die sich zwischen einer "realistischen" Darstellung der Gegenständlichkeit und ihrer Abstraktion bewegen. Ding und Raum, Stilleben und Landschaft sind Träger magischer Spuren der mich umgebenden Wirklichkeit.“

### Besprechungen
„Dieser Weg zum Bild ist nun nicht einfach eine Methode zur Sichtbarmachung von etwas, das auch außerhalb des Bildes als realer Gegenstand zu sehen ist. Man muß sich, denke ich, von der herkömmlichen Vorstellung freimachen, nach der da etwas real vorhanden ist, das dann so gut, so genau oder so stilistisch eigenständig wie möglich aufs Blatt oder auf die Leinwand übertragen wird, Kriterien dabei: Erkennbarkeit oder Originalität, Erkennbarkeit und Originalität. Das kann ja inzwischen die Fotografie wirklich besser, und auch die ist im Grunde bereits darüber hinaus. Sondern das, was aufs Blatt oder auf die Leinwand kommt, ist etwas, das sich im Sehzentrum des Malenden oder Zeichnenden vom sogenannten Gegenstand festgesetzt hat. Diese Festsetzung aber nimmt bereits etwas von dem Prozeß, dem sich am Ende das ästhetische Produkt, das Bild, verdankt, voraus.“ (Helmut Heißenbüttel: „Versuch über Bilder von Monika Kokemüller-Breustedt zu reden.“)
„Die Bildwelten der Worpsweder Zeichnerin oder Malerin übermitteln eine konzentrierte, geheimnisvolle Stille: Gefäße oder Früchte, Baumlandschaften oder Häuserwinkel..., die in ihrer veränderten Form „zu beseelten Wesen werden“. Der Betrachter lässt seine Augen wandern und wird eingebunden in ein feines Gewebe von Strichen oder berührt durch die unaufdringliche Ausstrahlung von Farben.“ (Helmut Stelljes)

## Einzelausstellungen
- 1976 Brockdorff-Palais der Stadt Glückstadt
- 1982 Kunsthaus der Stadt Itzehoe
- 1983 Brockdorff-Palais der Stadt Glückstadt
- 1983 BFG-Galerie Elmshorn (Lesung Helmut Heißenbüttel)
- 1984 Reepschlägerhaus Wedel / Hamburg
- 1984 Galerie Laves, Worpswede
- 1986 Italienisches Kulturinstitut Hamburg (Einführung: Helmut Heißenbüttel[4])
- 1986 Galerie im Gut Sandbeck, Kunstverein Osterholz
- 1987 Philine-Vogeler-Haus, Worpswede
- 1987 Galerie 113, Bremen
- 1987 Paul-Ernst-Wilke-Haus, Bremerhaven
- 1988 Galerie 113, Bremen
- 1989 Galerie „Ehemalige Synagoge“ Neustadt-Gödens
- 1990 Hemmoorer Kulturdiele
- 1991 Galerie Bollhagen, Worpswede[5][6]
- 1993 Schloss Farrach, Österreich
- 1994 Atelierausstellung Worpswede
- 1995 Galerie im Gut Sandbeck, Kunstverein Osterholz[7]
- 1995 Stiftung Overbeck im „Kito“, Bremen
- 1996 Deutsche Medienbeobachtungsagentur, Berlin
- 1997 Galerie Bollhagen, Worpswede
- 1998 Atelier Andreas Uphoff, Worpswede
- 1998 Atelierausstellung Pollenca, Mallorca
- 1999 Hotel Formentor, Mallorca
- 2000 Ca S`Hereu, Binissalem, Mallorca
- 2002 VR-Bank, Quickborn
- 2002 Galerie Dössel, Glückstadt
- 2002 Galerie „Freiraum“, Glückstadt
- 2003 Jörg Eckert, Bremen / St. Magnus
- 2003 Atelierausstellung, Eckernförde
- 2004 Reepschlägerhaus Wedel / Hamburg
- 2004 Kulturwoche Kropp
- 2005 Atelierausstellung, Eckernförde
- 2006 Kunstkreis Preetz
- 2006 Museum Eckernförde
- 2007 Atelierausstellung, Eckernförde
- 2010 Studio Capricornus, Eckernförde[8]
- 2010 Kunsthalle Netzel, Worpswede
- 2015 Galerie Altes Rathaus, Worpswede[9]
- 2017 Galerie im Gut Sandbeck, Kunstverein Osterholz, Osterholz-Scharmbeck (zs. mit Ingrid Ripke-Bolinius)[10][11]

## Ausstellungsbeteiligungen
Sie beteiligte sich seit 1978 u. a. mit den Berufsverbänden (BBK) Hamburg, Bremen und Schleswig-Holstein, dem Künstlerbund Steinburg, der Vereinigung Worpsweder Künstler, mit EURO-Art (Ahrenshoop, Barbizon, Christchurch, Kronberg / T., Tervuren, Dachau, Brüssel), der Rotary-Foundation in: Glückstadt, Itzehoe, Elmshorn, Wedel, Hamburg, Osterholz-Scharmbeck, Worpswede, Bremerhaven, Bremen, Berlin, Mallorca,
Preetz, Eckernförde.

## Auszeichnungen
- 1984/5 Stipendiatin im Atelierhaus Worpswede[14]
- 1987 Gast im Wilke-Atelier Bremerhaven[15]
- 1993 Bernhard-Kaufmann-Preis (Bremen) für Aquarell (3.)

## Öffentliche Ankäufe
- Kulturstiftung Landkreis Osterholz
- Kultusministerium Kiel
- Stadt Itzehoe
- Volksbank Osterholz-Scharmbeck
- Kreissparkasse Osterholz-Scharmbeck
- Altonaer Museum, Hamburg

## Würdigungen
- Einführung in die Ausstellung: Monika Breustedt, "Arbeiten auf Papier", Ingrid Ripke-Bolinius, "Porzellan", KunstvereinOsterholz, Gut Sandbeck, von Erwin Miedtke (2017)
- Einführung in die Ausstellung: "Gegen die Zeit", eine Werkschau zum 70. von Monika Breustedt, Galerie Altes Rathaus Worpswede, von Oskar Ansull (2015)
- Einführung in die Ausstellung: "Vor dem Motiv" von Monika Breustedt im Studio Capricornus, Eckernförde, von Dr. Uwe Beitz  (2010)
- Einführung in die Ausstellung: Monika Breustedt "Zeichnungen und Bilder aus drei Jahrzehnten", Worpsweder Kunsthalle, von Oskar Ansull (2010)
- Einführende Worte zur Ausstellung Wolfram-Eberhard Saro, Dirk Saro und Monika Breustedt in der Galerie Bollhagen, Worpwede von Simon Neugebauer[16] (1991)
- Versuch über Bilder von Monika Kokemüller-Breustedt zu reden von Helmut Heißenbüttel[17] (1985)
- 13 Sätze über Zeichnungen für Monika Breustedt von Helmut Heißenbüttel[18] (1983)
- Bilder von Monika Kokemüller-Breustedt, Helmut Heissenbüttel las aus bereits erschienenen und noch unveröffentlichten Arbeiten in der BfG, Elmshorn (1983)

## Bibliographie
- Katalog Ausstellung Landesmuseum Schloss Gottorf, BBK-Schleswig.Holstein 1978
- Katalog „Stadt und Dorf“, Ausstellung Brunswiker Pavillon, Kiel, BBK-Schleswig-Holstein 1978
- Katalog „Repressionen“ : 2. Ausstellung der Reihe 1978 'Themen aus der Provinz' / hrsg. vom Brunswiker Pavillon Kiel, Kiel: Brunswiker Pavillon 1978[19]
- Katalog Benefiz-Auktion, Altonaer Museum Hamburg 1980
- Künstlerlexikon „Künstler in Hamburg“, Kulturbehörde der Freien und Hansestadt Hamburg, Christians 1982
- Katalog Bilder : Ausstellung vom 7. bis 28. März 1982 Kunsthaus Itzehoe, Hamburg: Dingwort 1982[20]
- Katalog BBK-Schleswig-Holstein, 1983, Text Helmut Heißenbüttel, Ausstellung Itzehoer Versicherung 1983
- Katalog Künstlerbund Steinburg 1985
- Helmut Heißenbüttel: Einleitung zur Ausstellung, Italienisches Kulturinstitut Hamburg 1985
- Günther Heidrich: Dokumentation Atelierhaus Worpswede 1983/84/85, Eine internationale Begegnungsstätte für Künstler, Worpsweder Verlag 1986
- Helmut Stelljes: Kompositionen einer magischen Wirklichkeit : die Zeichnerin und Malerin Monika Breustedt, in: Zwischen Elbe und Weser : Heimat und Kultur ; Zeitschrift des Landschaftsverbandes der Ehemal. Herzogtümer Bremen und Verden, Stade (1987)[21]
- Katalog Kunstfrühling Bremen 1988 : Bildende Kunst in Bremen ; 16. September bis 12. November 1988 / [Hrsg.:] BBK Bremen 1988[22]
- Helmut Stelljes: Kompositionen einer magischen Wirklichkeit, Zeichnerin, Malerin Monika Breustedt, in: Worpswede entdecken und erleben : Menschen, Landschaft, Kunst, Lilienthal 1989, S. 142ff.[23]
- Katalog „Worpswede Dachau heute“, Ausstellung Schloss Dachau, Künstlervereinigung Dachau 1989
- „Worpsweder Kunst- und Kunsthandwerk HEUTE“, Dokumentation zum Jubiläumsjahr Worpswede 1989, Gemeinde Worpswede 1990
- Dokumentation Deutsche Grafik der Gegenwart(DDG), Deutsches Bibliotheksinstitut 1990
- Katalog  Worpswede, Künstlerkolonie Norddeutschlands : eine Ausstellung des Landkreises Osterholz im Museum "Das Kloster Unser Lieben Frauen" in Magdeburg, Sachsen-Anhalt / Ausstellung und Katalog K. v. Düring, [Lilienthal]: Worpsweder Verl. 1991[24]
- Katalog Kunstfrühling Bremen 1991 : Offene Ateliers, 8. – 15. Juni / [Hrsg.:] BBK Bremen 1991[25]
- Katalog „(WIR) Künstler in und um Worpswede“, Ausstellung Schwäbisch Hall, Arbeitskreis Kultur Worpswede 1992
- Worpsweder Kalender 1994, Gegenwartskunst, Galerie Girschner, Worpswede
- Kalender 1995, Bilder aus der Sammlung des Landkreises Osterholz, Landkreis Osterholz
- Eckehard und Barbara Brettschneider, „Was steht hinter der zu beobachteten Wirklichkeit?“, Blickpunkte Landkreis Osterholz, 1995, Ernst Helbig Verlag 1995
- Armin Stein: Bibliographie Helmut Heißenbüttel, Bielefeld, Aisthesis-Verl. 1999
- Kalender Worpswede 2003 „Für die Kinder von Tscherobyl“, Stiftung des Landes Niedersachsen und Künstlerhäuser Worpswede
- Museumsblatt „Volta la carta“, Malerei, Zeichnung, Collage, Sonderausstellung 2006, Museum Eckernförde
- Kürschners Handbuch der Bildenden Künstler / Deutschland, Österreich, Schweiz, K.G. Saur Verlag, 2. Jahrgang 2007
- Heide Stein: Die Zeichnerin und Malerin Monika Breustedt, in: Jahrbuch der Heimatgemeinschaft Eckernförde, Schwansen, Hütten, Dänischwohld, Jg. 65, 2007, S. 107–110
- Museumsblatt „Eckernförder Künstler reisen“, Sonderausstellung 2008, Museum Eckernförde
- Katalog der schleswig-holsteinischen Künstlerinnen und Künstler im Bundesverband Bildender Künstler Landesverband Schleswig-Holstein : der Katalog erscheint anlässlich der Ausstellung Aufbruch ... 15.07. bis 31.12.2009 Finanzministerium / Hrsg.: Bundesverband Bildender Künstler, Landesverband Schleswig-Holstein, Kiel 2009[26]
- Museumsblatt „Quartett? 4 Positionen!“, Sonderausstellung 2014, Museum Eckernförde